# Ḩabībvand
Ḩabībvand (persiska: حبیب وند, Ḩabībvand-e Soflá, Mahkī-ye Bālā) är en ort i Iran.   Den ligger i provinsen Kermanshah, i den västra delen av landet, 500 km väster om huvudstaden Teheran. Ḩabībvand ligger 730 meter över havet och antalet invånare är 831.
Terrängen runt Ḩabībvand är varierad. Runt Ḩabībvand är det ganska tätbefolkat, med 60 invånare per kvadratkilometer. Närmaste större samhälle är Sarpol-e Z̄ahāb, 9,0 km väster om Ḩabībvand. Omgivningarna runt Ḩabībvand är i huvudsak ett öppet busklandskap.